# Yu Tsai
Yu Tsai (caratteri cinesi: 蔡宇; pinyin: Cài Yǔ; Taiwan, 17 maggio ...) è un fotografo e direttore artistico statunitense di origini taiwanesi, attualmente basato a Los Angeles e New York City.

## Biografia
Nato a Taiwan, Yu Tsai si è trasferito con la famiglia in una fattoria in Indiana, negli Stati Uniti, durante gli anni dell'infanzia. Durante l'adolescenza, la famiglia si è nuovamente trasferita a Chino, in California, dove Yu Tsai ha frequentato la scuola superiore Don Antonio Lugo. Dopo la scuola superiore, Tsai ha frequentato l'università in Indonesia e la California State Polytechnic University a Pomona, dove si è laureato in biologia. Dopo gli anni dell'università, ha frequentato l'Art Center College of Design di Pasadena, sempre in California, dove ha studiato graphic design. Durante gli anni di studio all'Art Center College, Yu Tsai ha scoperto l'amore per le arti e la fotografia, in cui avrebbe sviluppato poi la sua carriera.

## Carriera
Come fotografo, Yu Tsai ha fotografato servizi per riviste come Harper's Bazaar, Marie Claire, Vogue Tailandia e Vogue Giappone. Tra le celebrità che ha fotografato, figurano nomi come Janet Jackson, Anne Hathaway, Alicia Keys, Ashley Judd, Demi Lovato, Daniel Radcliffe, Zhang Ziyi, Ewan McGregor, Rosario Dawson, Lindsay Lohan, Mischa Barton, Sienna Miller, Paz Vega, Ryan Reynolds, Sean Faris, Ryan Gosling e Zooey Deschanel. Si aggiungono alla lista modelle del calibro di Alessandra Ambrosio, Kate Upton, Rosie Huntington-Whiteley, Liliana Dominguez, Yamila Díaz e Gigi Hadid.
Ha collaborato con direttori commerciali di calibro internazionale per sceneggiature e trattamento di spot pubblicitari, tra i quali si annoverano, tra gli altri, Aetna, Gateway e Samsung. Come fotografo, ha curato campagne pubblicitarie per i marchi Apple, Clairol, Guess e Lexus.
Yu Tsai ha preso il posto di Johnny Wujek come consulente creativo per i servizi fotografici dei cicli 21 e 22 di America's Next Top Model, rispettivamente nel 2014 e 2015.
Grazie alla laurea conseguita in biologia, Yu Tsai ha partecipato anche ad una ricerca sulla conservazione della fauna selvatica nazionale americana con un gruppo di ricerca di National Geographic.
Yu Tsai è stato direttore artistico e giudice nel quarto e quinto ciclo di Asia's Next Top Model, rispettivamente nel 2016 e 2017.